# Église Saint-Brendan d'Annandale
L’église Saint-Brendan (anglais : St Brendan’s Church) est un édifice religieux catholique du début du XXe siècle situé à Annandale, en Australie.

## Histoire
La cérémonie de pose de la première pierre a lieu le 11 août 1912 avec la bénédiction du père O’Brien. Un grand nombre de souscriptions est alors recueilli pour l’édification de l’église. Son ouverture officielle a finalement lieu le 1er juin 1913, dans l’après-midi, et est effectuée par l’archevêque de Sydney, Michael Kelly (en).

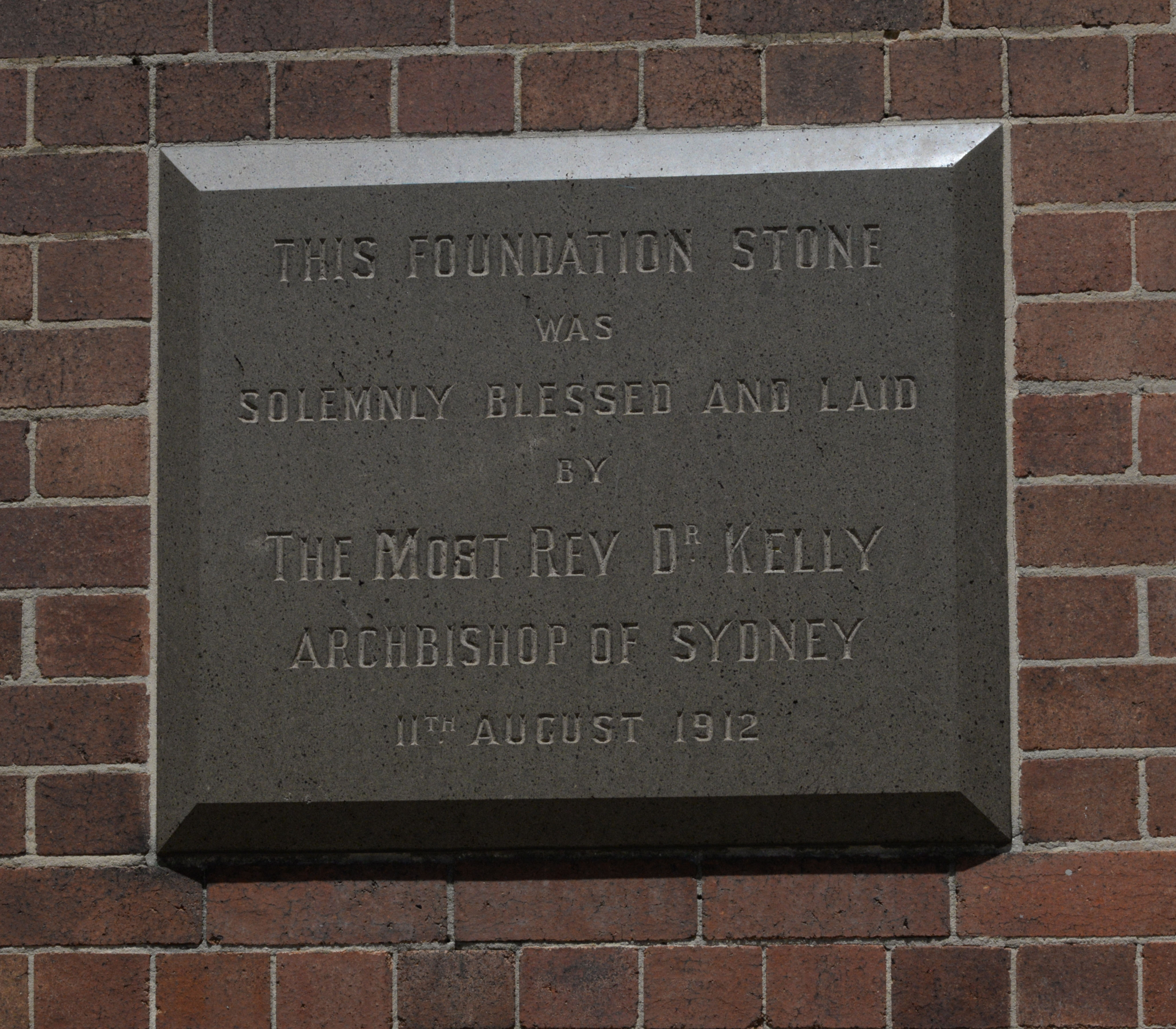
Première pierre avec inscriptions sur la façade, en décembre 2022.

## Structure

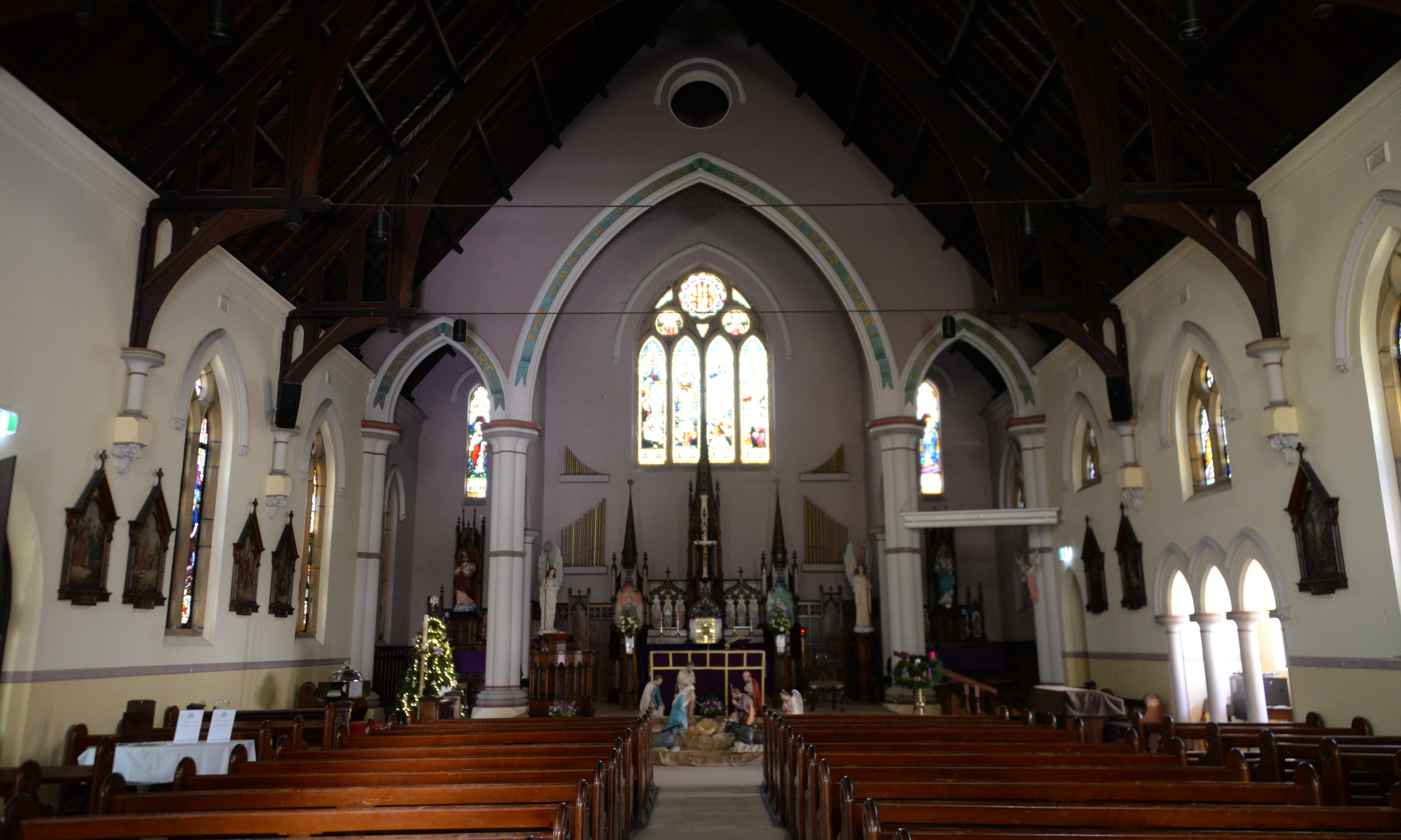
Intérieur, en décembre 2022.
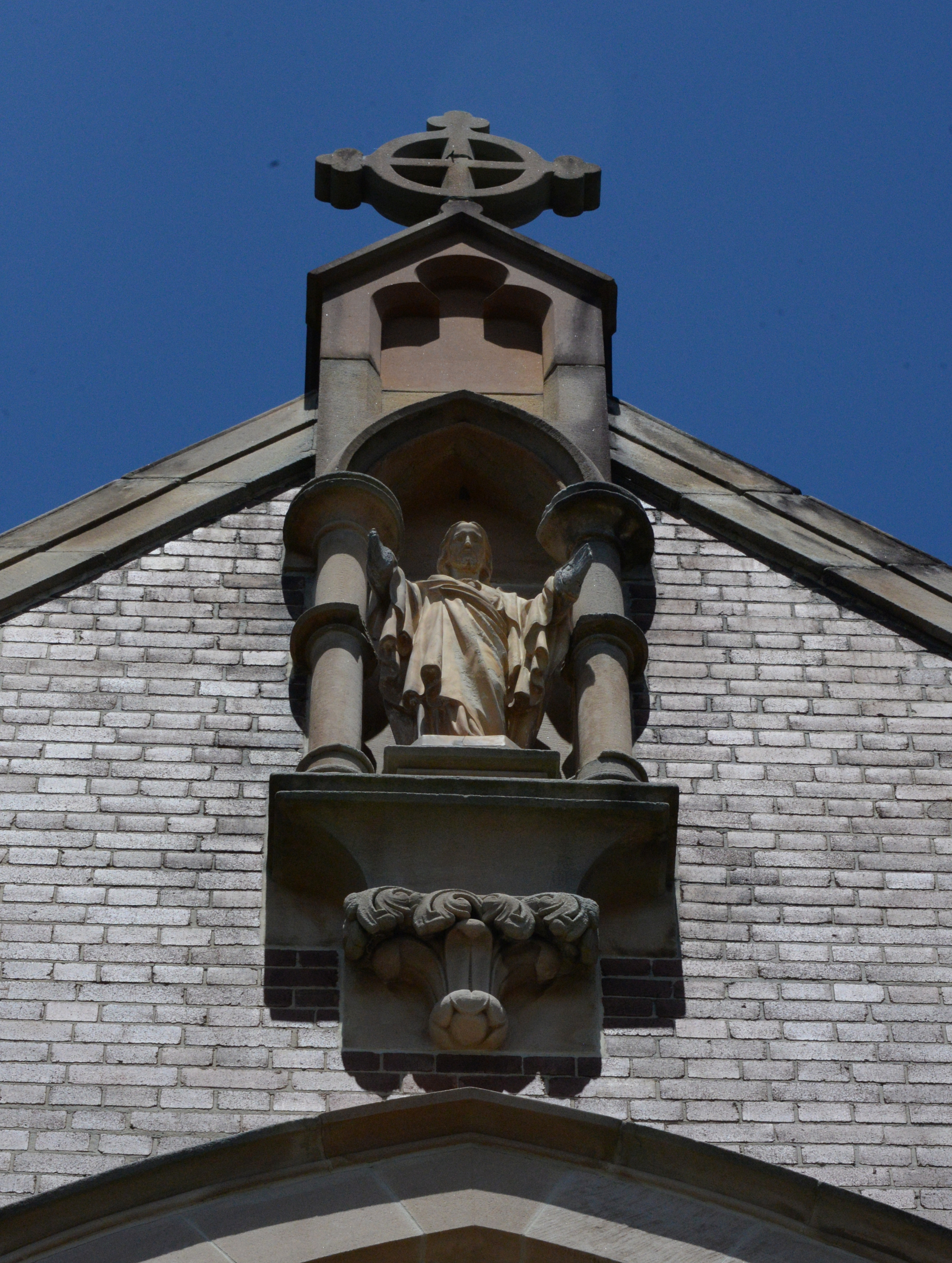
Sculpture de Jésus-Christ surmontant la façade principale, en décembre 2022.